# داوود أبو الفضل
داوود أبو الفضل طبيب يهودي قرائي، عاش في العصر الأيوبي مصر في مطلع القرن الثاني عشر الميلادي. ولد في القاهرة في عام 1161 وتوفي في حوالي عام 1242. بعد أن درس الطب تحت يد الطبيب اليهودي هبة الله بن جامع، أصبح طبيب السلطان العادل أبو بكر بن أيوب، أخو السلطان صلاح الدين. وكان أيضا رئيس الأستاذة في المستشفى الناصري في القاهرة، حيث تعلم على يديه عدد كبير من التلاميذ. كان أبو الفضل من الأطباء المهرة وله مؤلف في الأدوية كتبه في اثني عشر فصلًا، وكان موضوعه الرئيسي الترياق.